# Bobsleigh nos Jogos Olímpicos de Inverno de 2018
As competições de bobsleigh nos Jogos Olímpicos de Inverno de 2018 foram realizadas no Centro de Deslizamento Olímpico, em Daegwallyeong-myeon, Pyeongchang, entre 18 e 25 de fevereiro.

## Programação
A seguir está a programação da competição para os três eventos da modalidade.
Horário local (UTC+9).
| Data            | Horário | Evento                              |
| --------------- | ------- | ----------------------------------- |
| 18 de fevereiro | 20:05   | Duplas masculinas – descidas 1 & 2  |
| 19 de fevereiro | 20:15   | Duplas masculinas – descidas 3 & 4  |
| 20 de fevereiro | 20:50   | Duplas femininas – descidas 1 & 2   |
| 21 de fevereiro | 20:40   | Duplas femininas – descidas 3 & 4   |
| 24 de fevereiro | 9:30    | Equipes masculinas – descidas 1 & 2 |
| 25 de fevereiro | 9:30    | Equipes masculinas – descidas 3 & 4 |

## Medalhistas
| Evento                      | Ouro                                                                                       | Prata | Bronze                                       |
| --------------------------- | ------------------------------------------------------------------------------------------ | --- | -------------------------------------------- |
| Duplas masculinas detalhes  | Justin Kripps Alexander Kopacz CAN Canadá Francesco Friedrich Thorsten Margis GER Alemanha | nenhum | Oskars Melbārdis Jānis Strenga LAT Letônia   |
| Duplas femininas detalhes   | Mariama Jamanka Lisa Buckwitz GER Alemanha                                                 | Elana Meyers Taylor Lauren Gibbs USA Estados Unidos                                                                                         | Kaillie Humphries Phylicia George CAN Canadá |
| Equipes masculinas detalhes | Francesco Friedrich Candy Bauer Martin Grothkopp Thorsten Margis GER Alemanha              | Nico Walther Kevin Kuske Alexander Rödiger Eric Franke GER Alemanha Won Yun-jong Jun Jung-lin Seo Young-woo Kim Dong-hyun KOR Coreia do Sul | nenhum                                       |

Um trenó alemão e outro canadense ganharam a medalha de ouro na prova de duplas masculinas porque empataram na primeira colocação. Por conta disso, a medalha de prata não foi entregue pois não existiu a segunda colocação. Outro empate entre um trenó da Alemanha e outro da Coreia do Sul aconteceu na prova por equipes masculinas, onde ambos ganharam a medalha de prata por empatar na segunda colocação.

## Quadro de medalhas
| Ordem | País               | Medalha de ouro | Medalha de prata | Medalha de bronze |   | Ordem por total |
| ----- | ------------------ | --------------- | ---------------- | ----------------- | - | --------------- |
| 1     | GER Alemanha       | 3               | 1                |                   | 4 | 1               |
| 2     | CAN Canadá         | 1               |                  | 1                 | 2 | 2               |
| 3     | KOR Coreia do Sul  |                 | 1                |                   | 1 | 3               |
|       | USA Estados Unidos |                 | 1                |                   | 1 | 3               |
| 5     | LAT Letônia        |                 |                  | 1                 | 1 | 3               |
| TOTAL | TOTAL              | 4               | 3                | 2                 | 9 | —               |